# إيفان روجرز (دبلوماسي)
إيفان روجرز (بالإنجليزية: Ivan Rogers)‏ هو دبلوماسي بريطاني، ولد في 1960 في بورنموث في المملكة المتحدة.